# Callerya tsui
Callerya tsui là một loài thực vật có hoa trong họ Đậu. Loài này được Franklin Post Metcalf mô tả khoa học đầu tiên năm 1940 dưới danh pháp Millettia tsui. Năm 2010, Zhi Wei và Leslie Pedley chuyển nó sang chi Callerya.

## Tên gọi
Tên gọi trong tiếng Trung là 喙果鸡血藤 (uế quả kê huyết đằng), nghĩa là dây máu gà quả có mỏ.

## Mô tả
Dây leo 3–10 m. Thân màu nâu sẫm, thon búp măng, thẳng, có gờ mịn, lông măng màu nâu, sau nhẵn nhụi, không bì khổng. Lá 3 (hoặc 5) lá chét; trục cuống lá 12–28 cm, gồm cả cuống 5–8 cm; không lá kèm con; phiến lá chét hình elip rộng tới elip, (6-)10-18 × 5–8 cm, gần như da, hai mặt nhẵn nhụi và bóng láng, các gân mắt lưới nổi rõ, đáy tù tới hình nêm rộng, đỉnh thuôn tròn và với mũi nhọn. Chùy hoa đầu cành, 15–30 cm; các cành mang hoa tỏa rộng,thường có lá ở đáy, lông măng màu nâu, các mắt dày đặc. Hoa 1,5-2,5 cm. Tràng hoa màu vàng nhạt ánh màu đỏ hay tím hoa cà; cánh cờ thuôn dài, không có thể chai ở đáy, mặt ngoài rậm lông lụa. Bầu nhụy hình cuống, có lông lụa,với 4-7 noãn. Quả đậu hình elipxoit khi chứa 1 hạt và khoảng 5,5 × 4 cm, thẳng-thuôn dài khi chứa 2 hay 3 hạt và khoảng 7 × 3 cm, phồng lên nhưng co hẹp lại ở đoạn giữa các hạt, lông măng màu nâu nhưng nói chung sau nhẵn nhụi, đáy thon nhỏ thành cuống 5 mm, đỉnh với mỏ dạng móc câu cứng. Hạt 1-3 mỗi quả, màu nâu sẫm, hình gần cầu tới phỏng cầu dẹt, 2-2,5 × 1-2,5 cm. Ra hoa tháng 7-9, tạo quả tháng 10-12. Thân và rễ được sử dụng trong y học truyền thống. Sợi vỏ khá dai và được dùng làm dây thừng. Hạt ăn được sau khi ninh.

## Phân bố
Bụi cây, rừng thưa trong thung lũng; cao độ 200-1.600 m. Hải Nam, nam Hồ Nam, Quảng Đông, Quảng Tây, nam Quý Châu, nam Vân Nam.